# Palaedaphus
Palaedaphus es un género extinto de peces osteíctios prehistóricos. Fue descrito por van Beneden and Koninck en 1864.

## Especies
- P. devoniensis
- P. insignia
- P. lesleyi
- P. livnensis